# Tialidia
Tialidia  (лат.) — род прыгающих насекомых из семейства цикадок (Cicadellidae). Афротропика. Длина 8-11 мм (самки крупнее). Скутеллюм крупный, его длина равна или больше длины пронотума. Голова короткая, уже пронотума. Оцеллии мелкие. Самки с нормальными крыльями (не суббрахиптерные). Эдеагус крупный. Сходны по габитусу с Brasura, отличаясь деталями строения гениталий. Ранее включали в состав подсемейства Coelidiinae.
- Tialidia boulardi Nielson, 1982
- Tialidia brevita Nielson, 1991
- Tialidia congoensis Nielson, 1982
- Tialidia gigantea  Nielson, 1991
- Tialidia labiata  Nielson, 1982
- Tialidia papilla  Nielson, 1991
- Tialidia surcula  Nielson, 1991
- Tialidia trulla Nielson, 1991